# سیارک ۹۷۸
سیارک ۹۷۸ (به انگلیسی: 978 Aidamina، نامگذاری:1922LY) نهصد و هفتاد و هشتمین سیارک کشف شده‌است که در ۱۸ مه ۱۹۲۲ و در رصدخانه سایمیز کشف شد.
قدر مطلق سیارک برابر ۹٫۷۳ است.